# Kratbjerg Station
Kratbjerg Station er et dansk trinbræt i den sydvestlige del af byen Fredensborg i Nordsjælland. Trinbrættet ligger på jernbanestrækningen Lille Nord mellem Hillerød og Helsingør og åbnede den 16. september 2008. Grønholt trinbræt betjenes ikke på de afgange, hvor Kratbjerg betjenes og omvendt.

## Baggrund
Ønsket om etablering af en station blev blandt andet fremsat af det dengang nyetablerede skattecenter Kratbjerg, som gav udtryk for at en del af skattecentrets medarbejdere havde et transportbehov fra henholdsvis Helsingør og Frederiksværk, hvor de hidtidige skattecentre blev nedlagt og medarbejderne forflyttet til Kratbjerg. Her ud over var der tillige henvendelser fra flere af de i Kratbjerg beliggende erhvervsvirksomheder, støttet af Fredensborg Kommune.
Movia undersøgte i samarbejde med Skattecentrets personaleafdeling kundepotentialet, og på baggrund af disse undersøgelser besluttedes det i samarbejde med Lokalbanen A/S at etablere en ny station ved Kratbjerg. Etableringsomkostningerne på ca. 2,5 mio. kroner blev dels finansieret ved et engangstilskud på 500.000 kroner fra SKAT, dels af opsparede midler hos Lokalbanen .
Movia foreslog i forbindelse med etableringen af Kratbjerg Station, at den nærliggende Grønholt Station blev nedlagt, idet der dels var få daglige passagerer, dels ville en opretholdelse give problemer med at opretholde køreplanen således, at der altid kunne sikres nødvendig omstigningstid i Hillerød til og fra S-toget.
Efter en høring hos Fredensborg Kommune blev de involverede parter (Lokalbanen, Fredensborg Kommune, SKAT og Movia) enige om en løsning, som indebar at bibeholde Grønholt Station, hvorfor der måtte tages hensyn hertil i den konkrete køreplanlægning.

## Standsningsmønsteret
Som angivet ovenfor tillader køretiden på den enkeltsporede strækning ikke at der kan gives halvtimesdrift på både Grønholt og Kratbjerg stationer på hverdage, hvorfor der på hverdage efter behov standses hver anden gang på Grønholt og hver anden gang på Kratbjerg stationer – dette giver timesdrift, hvilket efter Movias og Lokalbanens opfattelse ikke blev den optimale, men den mulige løsning. På lørdage og søn- og helligdage standses efter behov hver gang på begge stationer. Dette gælder dog kun til køreplansskiftet d. 12. december 2021